# Helerești, Alba
Helerești este un sat în comuna Avram Iancu din județul Alba, Transilvania, România.